# Olivia Merilahti

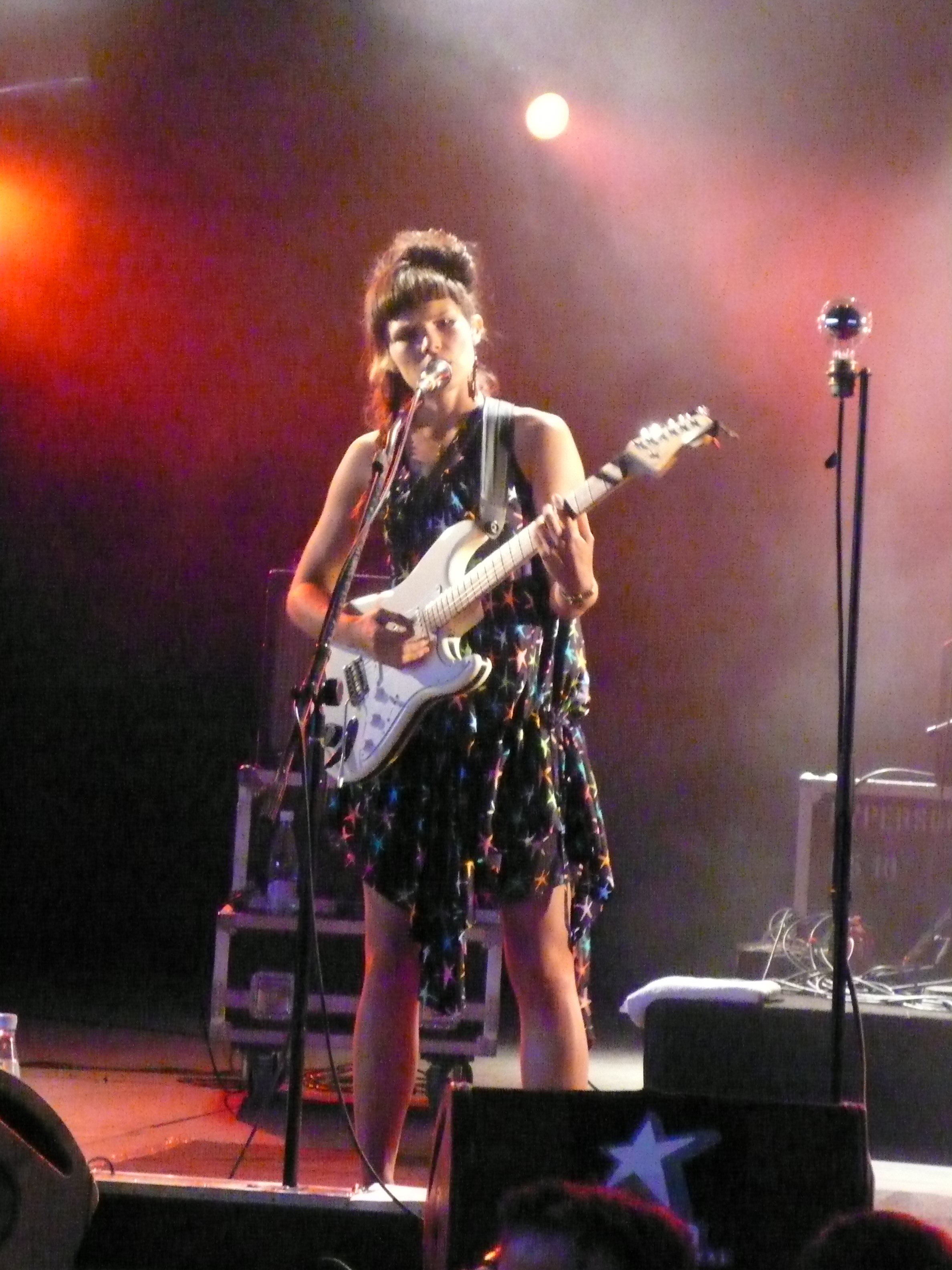
Olivia Merilahti beim Paléo Festival in Nyon, 2008

Olivia Merilahti (* 25. Februar 1982 in Paris als Olivia Bouyssou) ist eine finnisch-französische Sängerin und Komponistin.

## Leben
Olivia Merilahti hat eine finnische Mutter und einen französischen Vater. Zunächst studierte sie klassische Musik in Helsinki. Danach widmete sie sich mehr den Musikstilrichtungen Jazz und Rockmusik. Im Jahre 2004 schrieb sie unter dem Namen Olivia Bouyssou mit an der Filmmusik Das Imperium der Wölfe. Dort lernte sie Dan Levy kennen. Mit ihm zusammen gründete sie 2005 die Indie-Rock-Band The Dø.

## Diskografie
- Imperium der Wölfe, Soundtrack, 2005
- A Mouthful,  The Dø, 2008
- Both Ways Open Jaws, The Dø, 2011
- Shake, Shook, Shaken, The Dø, 2014